# Calliphora popoffana
Calliphora popoffana este o specie de muște din genul Calliphora, familia Calliphoridae, descrisă de Townsend în anul 1908. Conform Catalogue of Life specia Calliphora popoffana nu are subspecii cunoscute.